# 1986 WB1
1986 WB1 är en asteroid i huvudbältet som upptäcktes den 25 november 1986 av den tjeckiske astronomen Zdeňka Vávrová vid Kleť-observatoriet.
Asteroiden har en diameter på ungefär 4 kilometer.